# 埃斯皮努瓦府邸

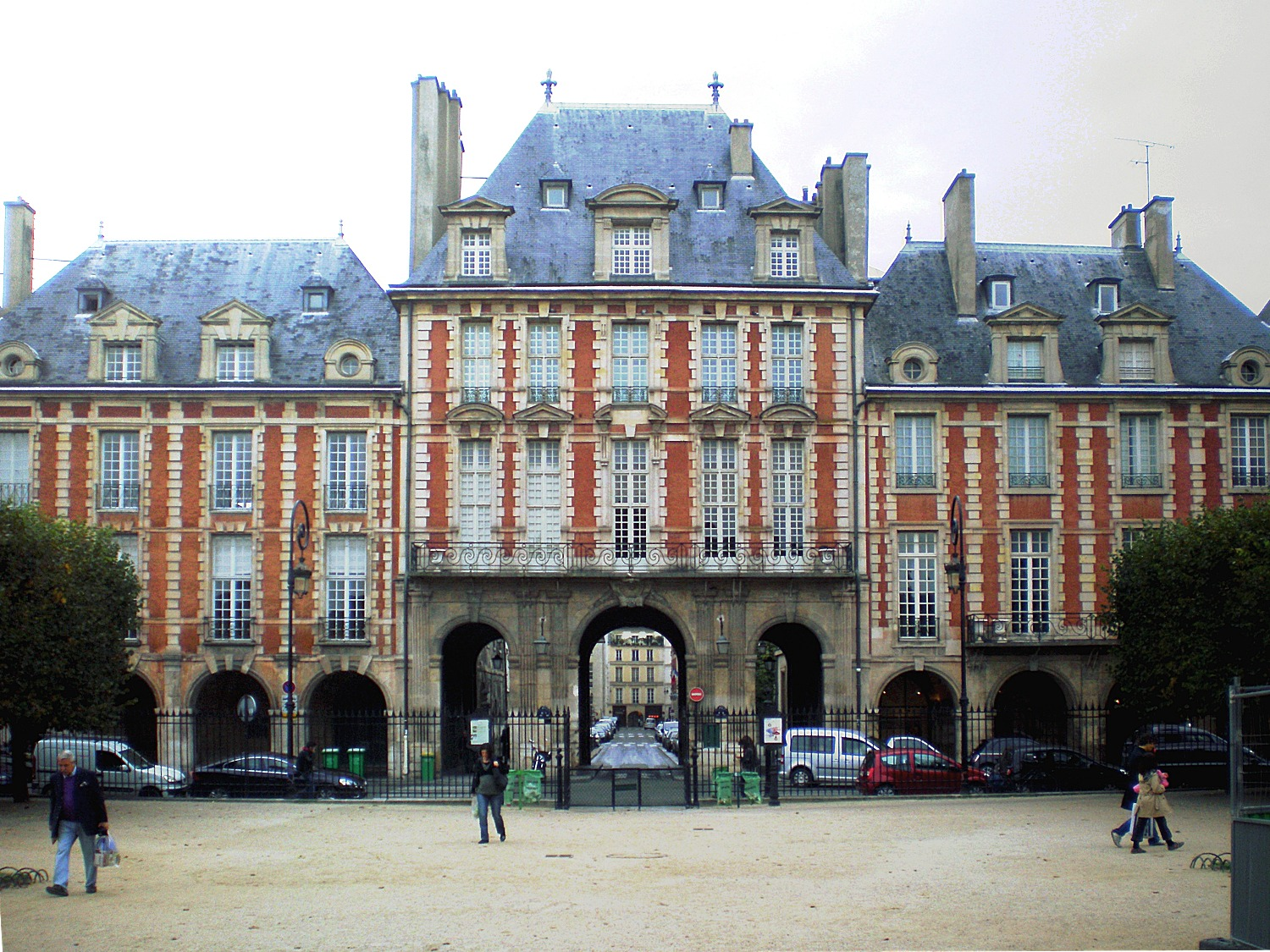

埃斯皮努瓦府邸（hôtel d'Espinoy）是一处法式府邸，位于巴黎第三区的孚日广场28号。它位于广场北侧，介于王后阁（pavillon de la Reine）与特雷姆府邸（hôtel de Tresmes）之间。
1984年，该建筑与王后阁一同列为法国历史遗迹。